# Hanns Hübl

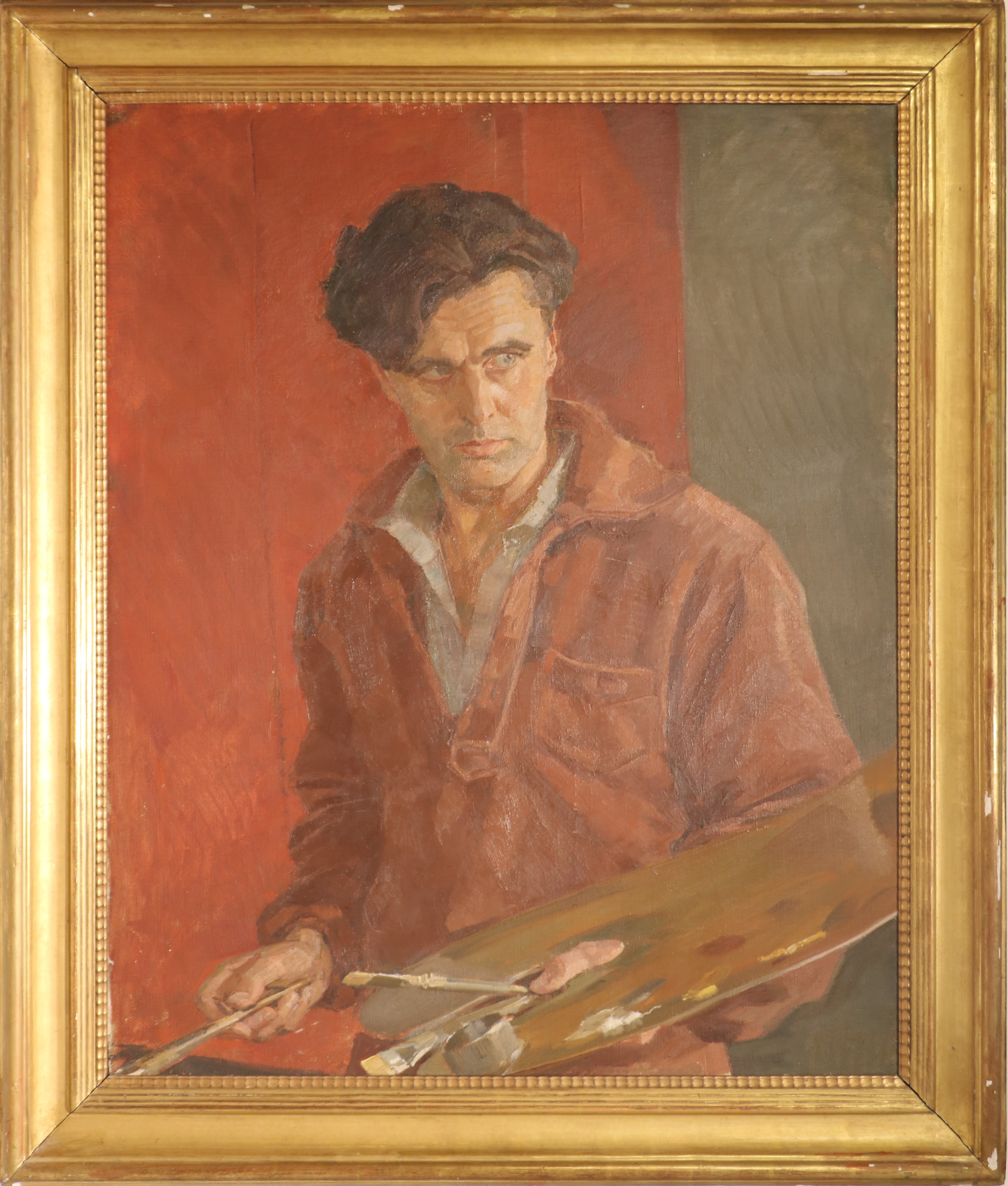
Hanns Hübl: Selbstbildnis (1937)

Hanns Hübl (* 15. Februar 1898 in Villach; † 4. April 1967 in Rheinhausen/Deutschland) war ein österreichischer Maler und Zeichner.

## Leben
Hanns Hübl wurde als Sohn des Staatsbahnoberinspektors Johann Hübl in Villach geboren. Nach Mittelschule und Matura in Graz war er im Ersten Weltkrieg, zwischen 1916 und 1918, am Piaveübergang als Beobachtungsoffizier eingesetzt.
Nach einem kurzen Besuch der steiermärkischen Landeskunstschule in Graz bei Alfred Schrötter von Kristelli, Daniel Pauluzzi und Anton Marussig, studierte er ab 1918 an der Akademie der bildenden Künste in Wien. In der „allgemeinen Schule für Malerei“ waren Hans Tichy, Josef Jungwirth und Karl Sterrer seine Lehrer und in Aktzeichnen und Farbenlehre Julius Schmid. Zusätzlich erhielt er, einer kleinen ausgesuchten Gruppe von Studenten angehörend, außerhalb der Akademie von Carl Fahringer Unterricht. 1927 schloss er seine Meisterjahre bei Josef Jungwirth „erfolgreichst“ ab und bekam von der Akademie ein Atelier zugewiesen.
1924 fand er Aufnahme in der Genossenschaft der bildenden Künstler Steiermarks und blieb ihr Mitglied bis zu deren Auflösung 1939. Nachdem er bereits ab 1924 im Wiener Künstlerhaus mit Bildern präsent gewesen war, wurde er 1935 sein ordentliches Mitglied. Wichtig war ihm hier die Freundschaft mit dessen Präsidenten, Rudolf Hermann Eisenmenger, die immer wieder zum Austausch von Holzschnitten und Malereien zwischen den beiden führte.
Hübl war In der Zeit des Nationalsozialismus u. a. 1938 und 1940 auf der Großen Deutschen Kunstausstellung in München und 1941 in der Preußischen Akademie der Künste auf der Kunstausstellung des Hilfswerks für die deutsche bildende Kunst in der NS-Volkswohlfahrt vertreten. Den Zweiten Weltkrieg verbrachte er von 1941 bis 1942 in Polen und in der Ukraine, wo zahlreiche Zeichnungen entstanden. Krankheitshalber wurde er über Vermittlung eines Verwandten, des Stadtkommandanten von Wien, Generalleutnant Heinrich Stümpfl, als Inspekteur von Versorgungslagern im Wahlkreis 17 bis zum Kriegsende eingesetzt. Seit damals in Gmunden lebend, trat er 1946 zusätzlich der Künstlergilde Salzkammergut bei, wo er von 1948 bis zu seinem Tod Vizepräsident und Jurymitglied war.
Im Brotberuf Mittelschulprofessor, vermittelte er an Gymnasien in Wien und Gmunden (1961 dessen provisorischer Leiter) Zeichnen und Mathematik. Reisen, vorrangig in den Sommerferien, wo zahlreiche Ölbilder entstanden, begleiteten ihn sein Leben lang und führten ihn nach Jugoslawien, Türkei, Marokko, Algerien, Italien, Frankreich, Schweiz, Spanien und Deutschland. Außerdem schleppte er als begeisterter Bergsteiger seine Malutensilien auf zahlreiche Gipfel.

## Werk (Charakterisierung)
Sein umfangreiches Œuvre umfasst Zeichnungen, vorrangig Skizzen und Karikaturen, einige Holzschnitte und vor allem Ölbilder. Themen waren Landschaften, Stadtansichten mit vielfigurigen Szenen, religiöse Darstellungen, Tierstudien, Stillleben, immer wieder weibliche Akte und nicht zuletzt psychologisch vertiefte Porträts, meist der intellektuellen Oberschicht (auch von Ministern und Universitätsprofessoren). Mitten in der Arbeit an einem Porträtauftrag hat ihn der Tod ereilt.
Sein Frühwerk nähert sich bei an sich naturalistischer Auffassung durch die impulsive Pinselführung mit dem lange ausgreifenden, unkorrigierten Strich in den aufgeworfenen, farblich eher gedämpften Farbmassen und der rhythmisierten Formvereinfachung dem Expressionismus. Selbst schreibt er in seinem Credo eines Malers: „Mensch, Tier und Landschaft sollen im Bilde zu leben und sich zu rühren scheinen, wie in der Natur – von sich heraus, aus innewohnendem Willen und Drang, aus natureigener Kraft.“ Die durchkomponierten Bildelemente bauen sich erst aus einiger Entfernung dem Auge auf. Mit der Zeit wird die Palette heller, der Pinsel lockerer und gegen Ende seines Lebens gewinnt das Phänomen Licht in seinen Stimmungslandschaften zunehmend an Bedeutung. Gleissendes, vibrierendes Flimmern, flüchtige atmosphärische Zwischentöne verleihen den Darstellungen impressionistischen Gehalt.

## Werke (Auswahl)
- Anbetung des Kindes, (1929) in: Daheim. 67. Jg. 13, Leipzig, 25. Dezember 1930, Abb. S. 4.
- Die Rast, (1936) in: Die Pause. Jg. 3/H. 8, Abb. S. 49.
- Marokkanische Negerin, (1937) in: Heinrich Fuchs: Die österreichischen Maler der Geburtsjahrgänge 1881–1900. Bd. I, Abb. S. 266.
- Stadtparkbrunnen, (1937) im Stadtmuseum Graz
- Am Wildkogel, (1939) in: Heinrich Fuchs: Die österreichischen Maler der Geburtsjahrgänge 1881–1900. Bd. I, Abb. S. 267; in der Ausstellung „Berge und Menschen der Ostmark“ angekauft von der Reichsstatthalterei
- Rosa Pelikane, (1940) in: Kunst dem Volk. Okt. 1940, Abb. S. 10
- Akt im Grünen, (1940) in: Kunst dem Volk. Okt. 1940, Abb. S. 13
- Selbstbildnis, (1951) im Kammerhofmuseum Gmunden
- Ecce homines, (1955) im Salzkammergut-Klinikum Gmunden
- Frühlingslüfte, (?) in der Frühjahrsausstellung 1966 im Wiener Künstlerhaus angekauft vom Bundesministerium für Unterricht

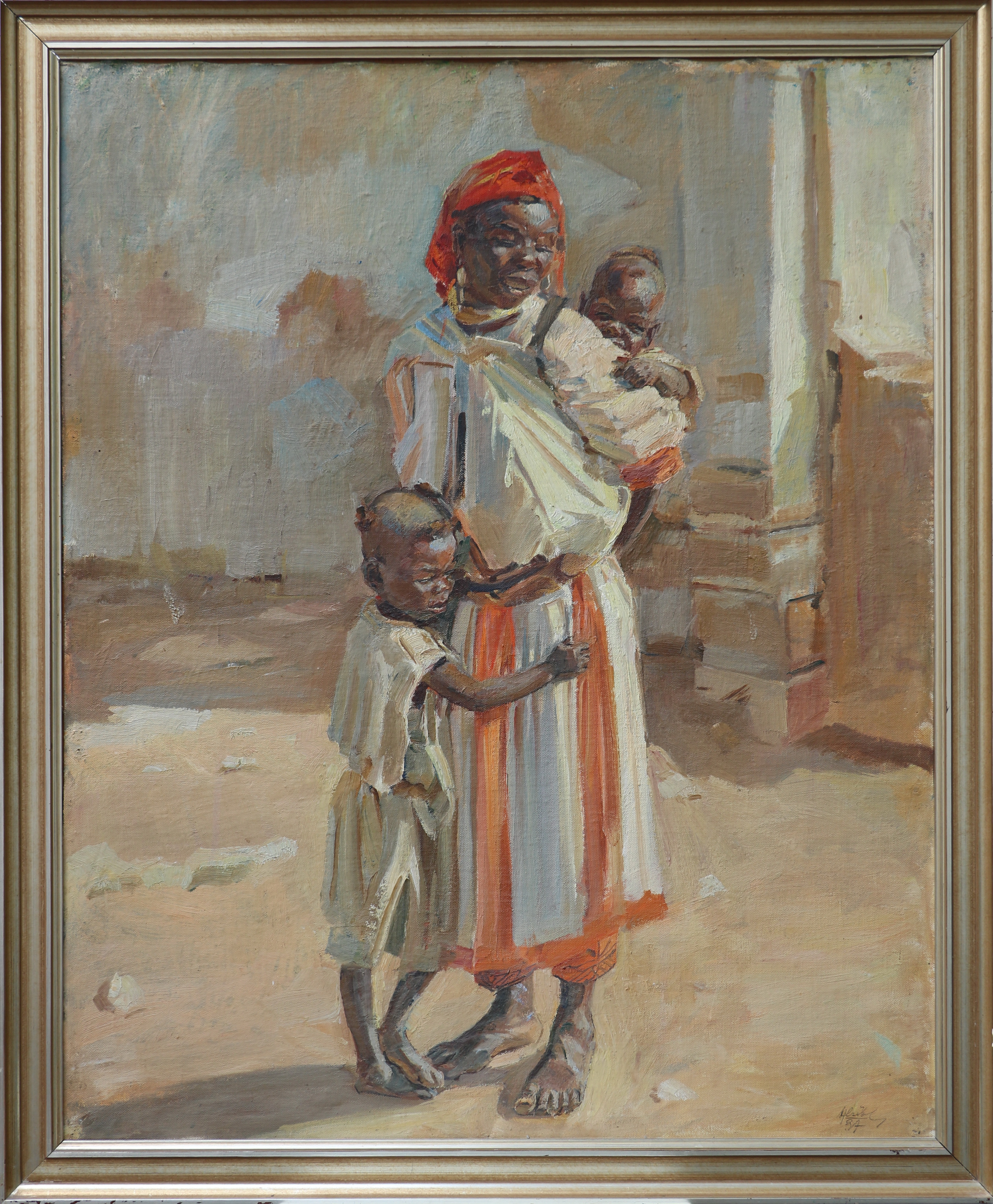
Negerin mit ihren Kindern (1937)
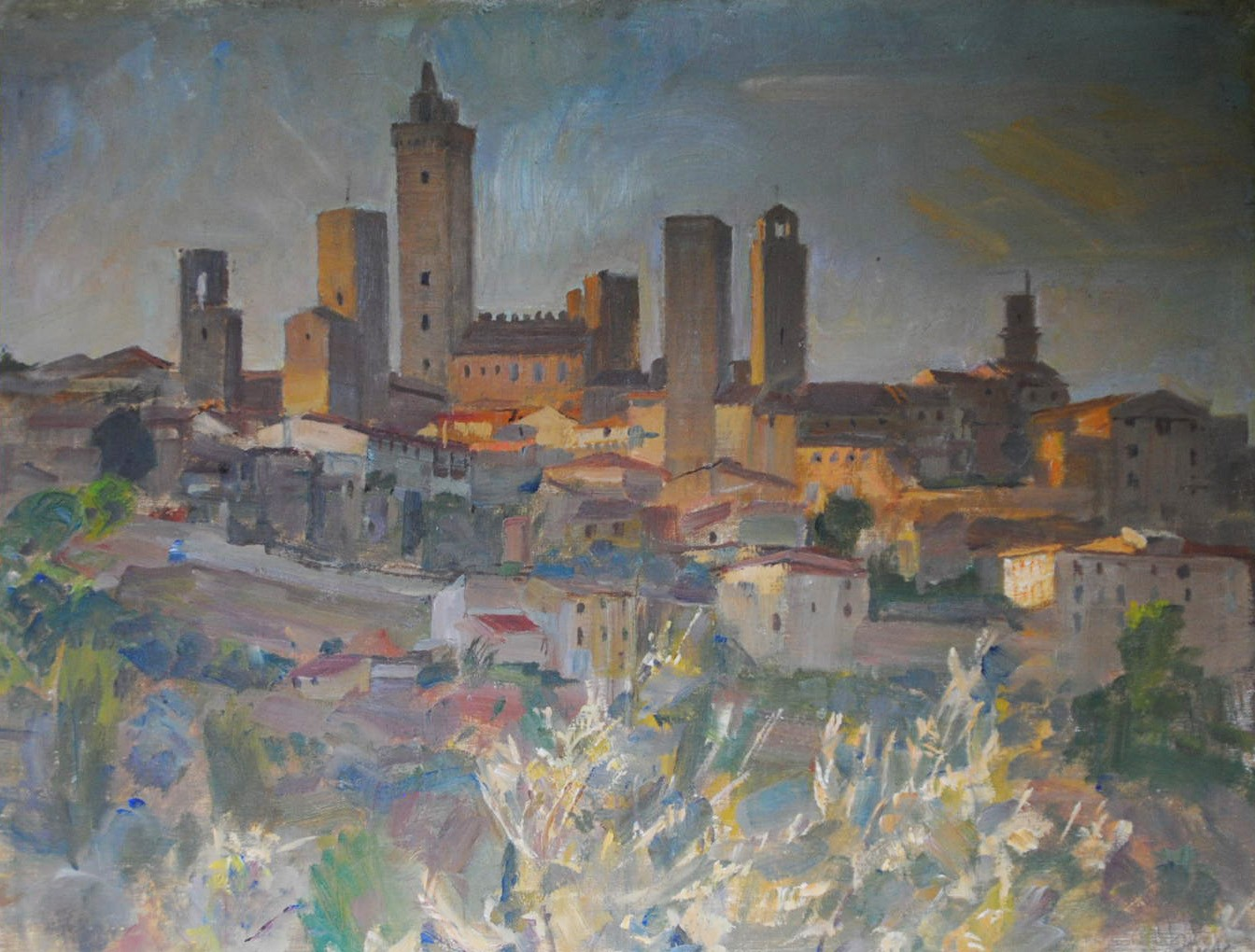
San Gimignano 63 × 48 cm (1957)
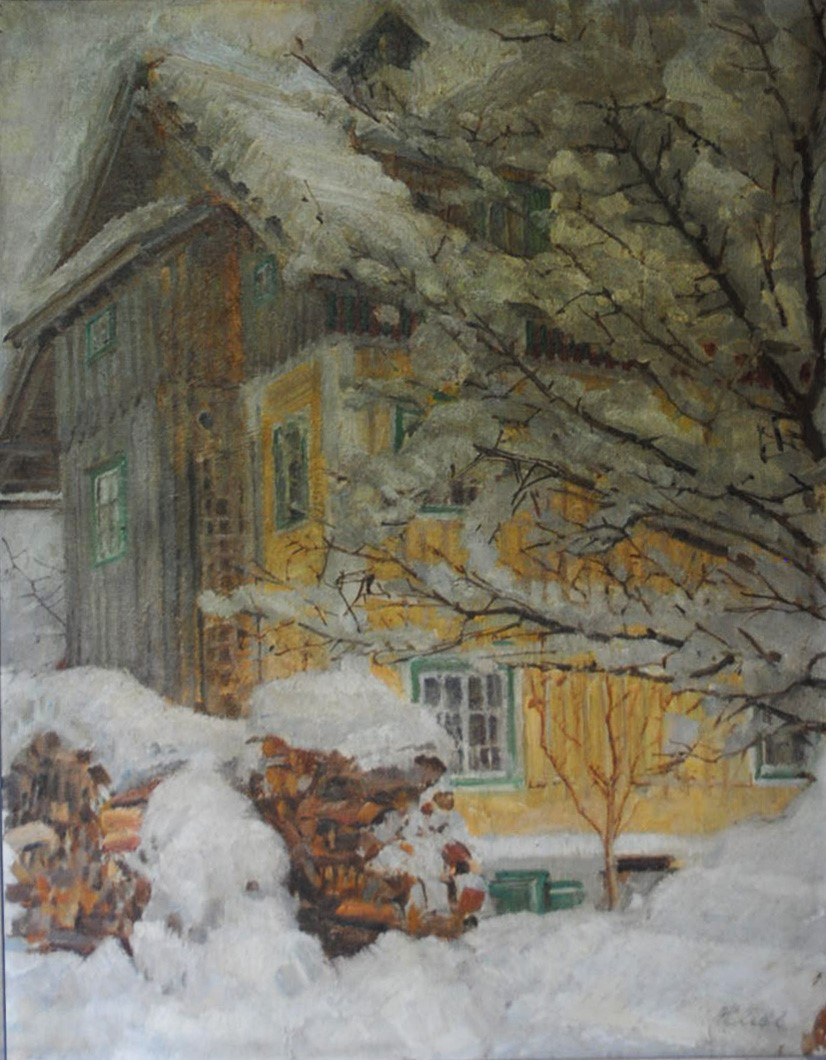
Das Scheuzhaus in Steeg Hallstättersee 48 × 63 cm (1947)
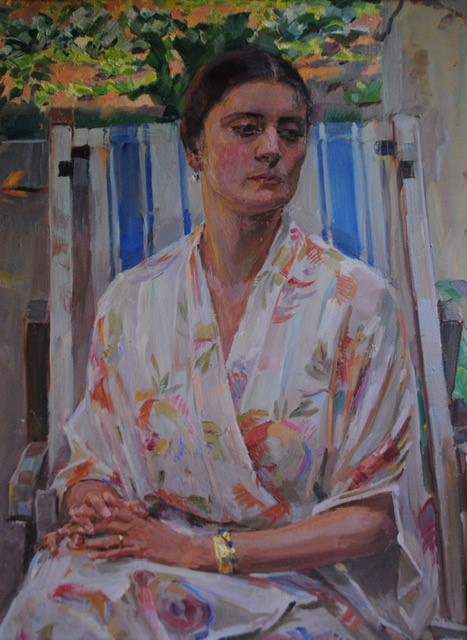
Lotte 73 × 100 cm (1932)
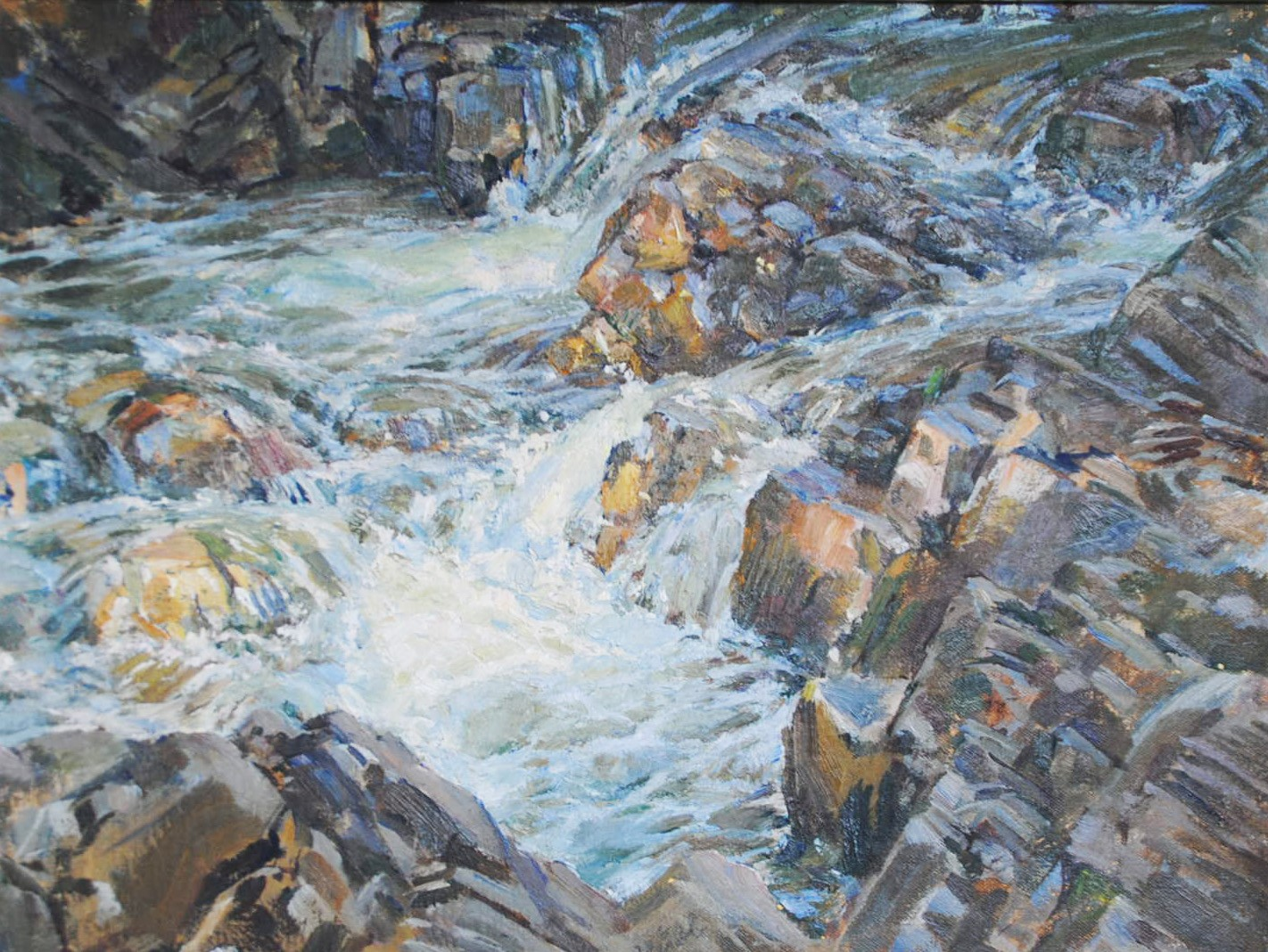
Am Wildbach 62 × 46 cm (1930)
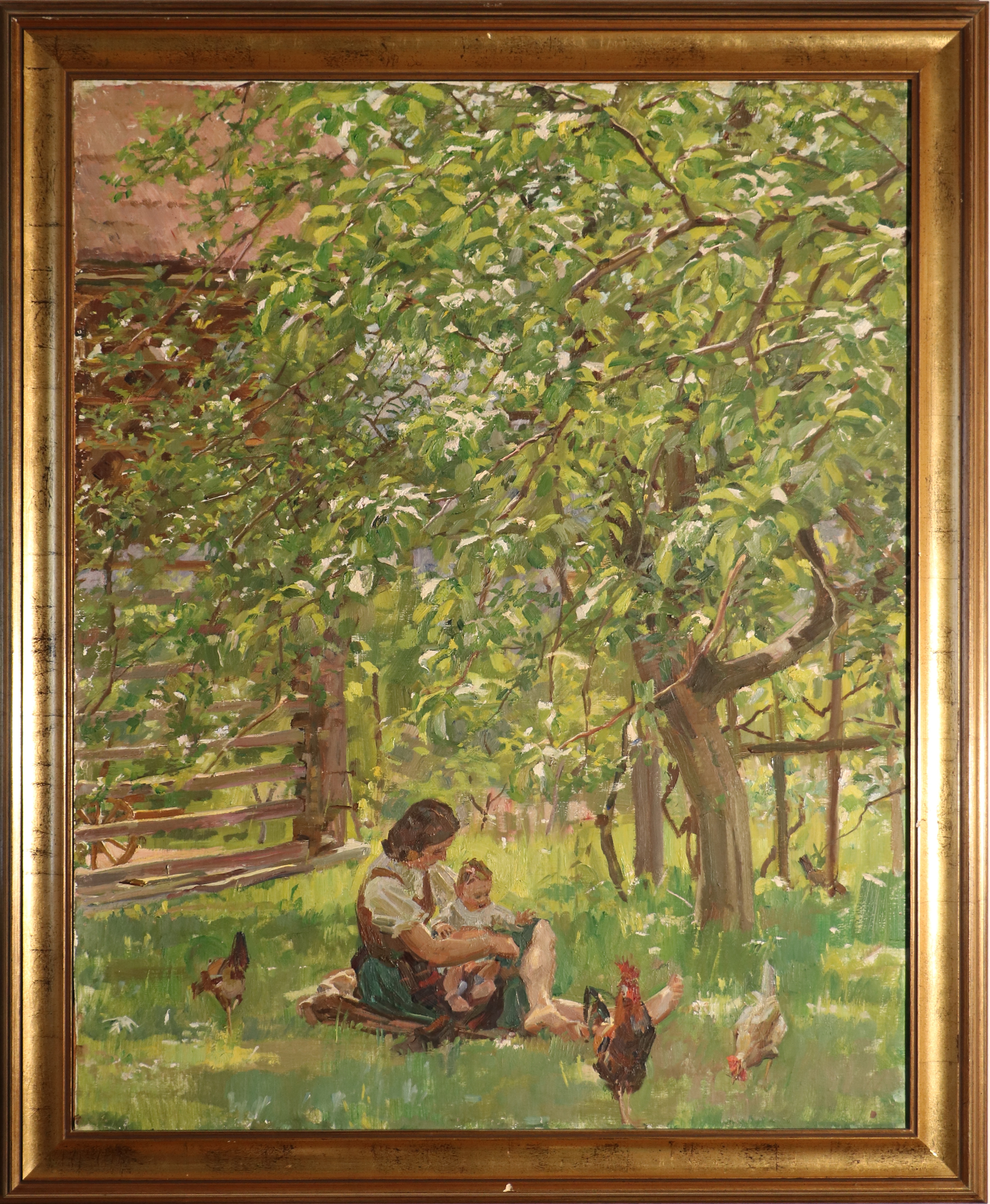
Im Cillier Garten (1943)
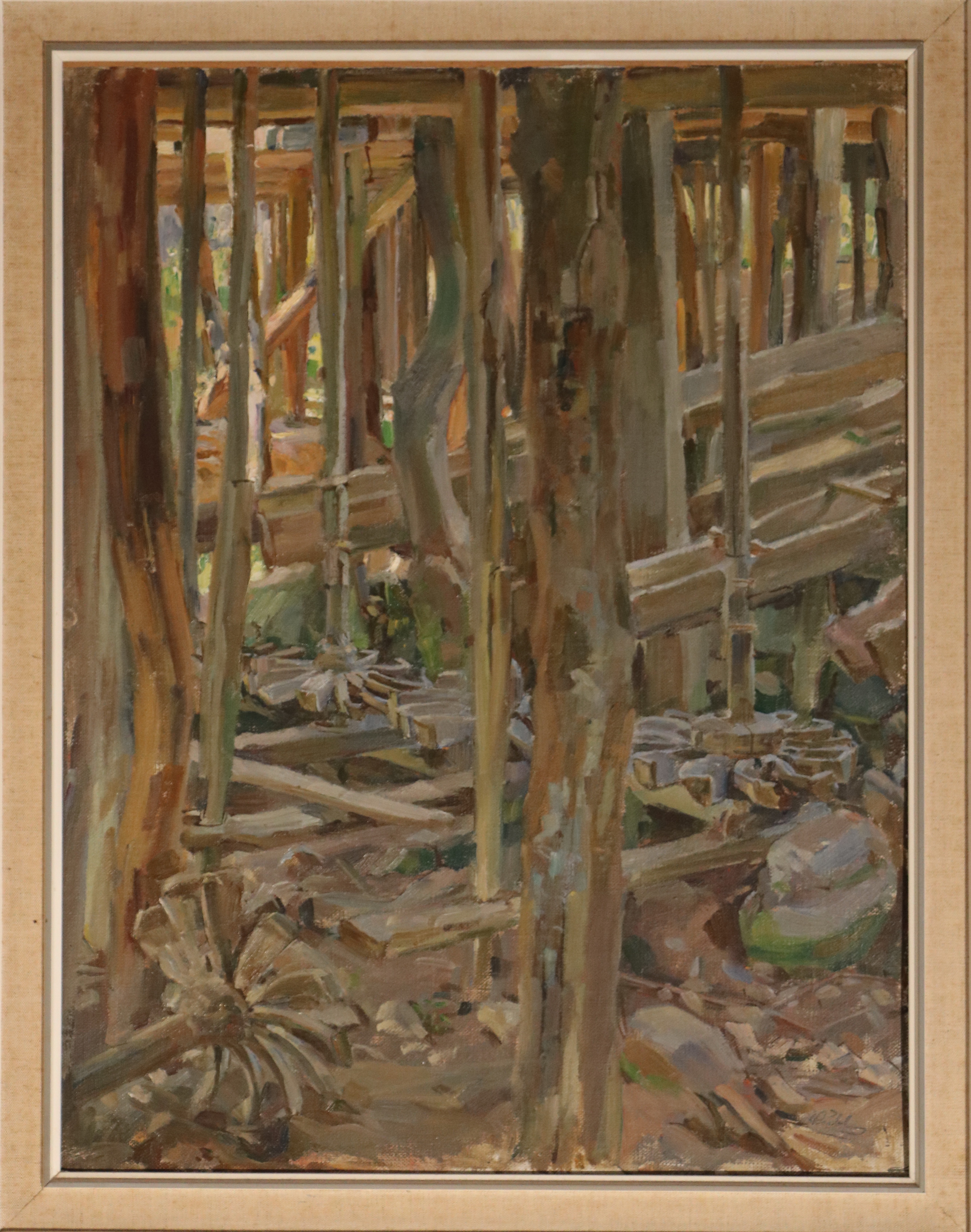
Bosnische Mühle (1927)
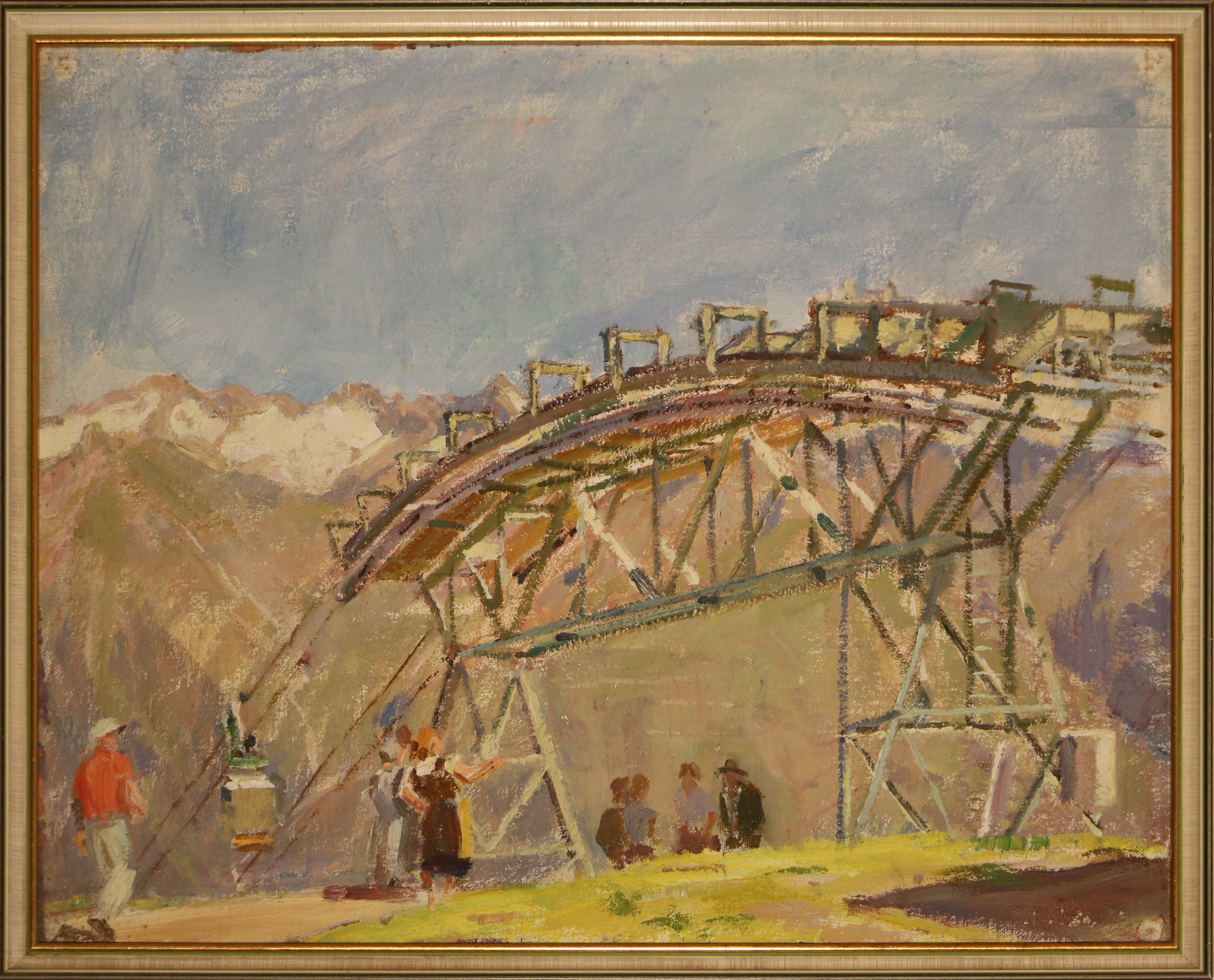
Bergstation Stubnerkogel (1955)
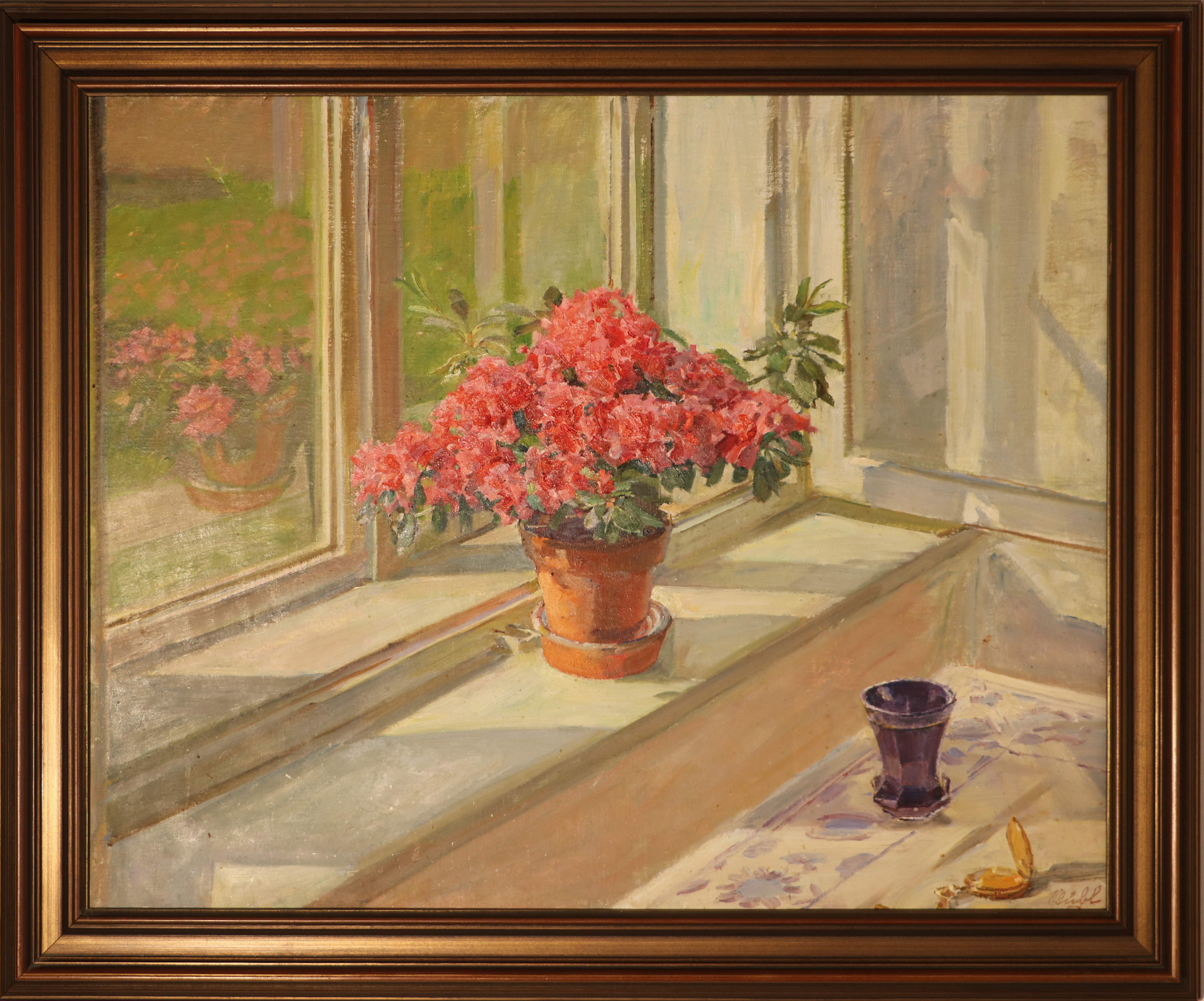
Azalee (1957)
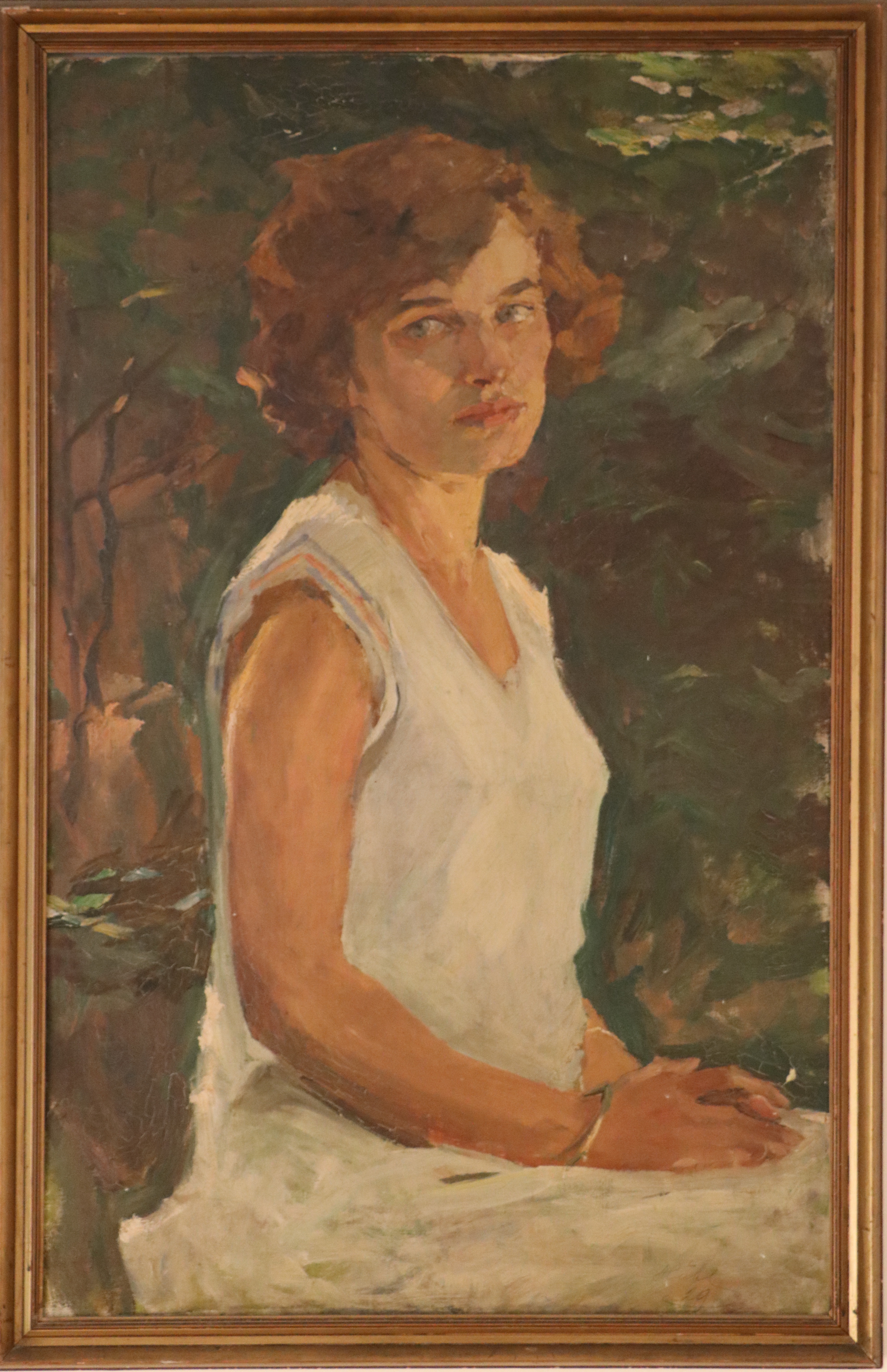
Bildnis Fräulein Lotte Benda (1927)

## Auszeichnungen
- 1919: Goldene Füger-Medaille am 23. Juli 1919 verliehen vom Professoren-Kollegium der Akademie der Bildenden Künste in Wien für die beste Lösung der Preisaufgabe 'Judaskuss'
- 1923: Studienreisebeitrag von Kr. 200.000 für Landschaften
- 1925: Staatspreis (28. November 1925) für Gesamtleistung von der Genossenschaft bildender Künstler Steiermarks anlässlich ihrer 22. Jahresausstellung
- 1926: Silberne Medaille der Landeshauptstadt Graz für das Ölbild 'Bildnis Prof. Haekels' anlässlich der 23. Jahresausstellung der Genossenschaft bildender Künstler Steiermarks
- 1927: Rompreis: Staatsreisestipendium für 1926/27 verliehen vom Bundesministerium für Unterricht
- 1927: Goldene Staatsmedaille, für Gesamtleistung anlässlich der 24. Jahresausstellung der Genossenschaft bildender Künstler Steiermarks
- 1931: Goldene Ehren-Medaille der Genossenschaft der bildenden Künstler Wiens für das 'Bildnis Fräulein Lotte Benda'

## Ausstellungen
Teilnahme an über 60 Ausstellungen u. a. in Wien, Graz, München, Berlin.

### Einzelausstellungen
- 1955, 1957, 1967, 2001: Gmunden
- 1956, 1958: Bad Gastein
- 1958: Vöcklabruck

### Kollektionen
- Graz, Genossenschaft bildender Künstler Steiermarks (1925, 1926, 1927, 1930)
- Wien, Künstlerhaus (1935, 1936, 1939, 1956,[4] 1958, 1969)
- Linz, Landesmuseum (1953)